# Liste der Baudenkmäler in Stammham (bei Ingolstadt)
Auf dieser Seite sind die Baudenkmäler in der oberbayerischen Gemeinde Stammham zusammengestellt. Diese Tabelle ist eine Teilliste der Liste der Baudenkmäler in Bayern. Grundlage ist die Bayerische Denkmalliste, die auf Basis des Bayerischen Denkmalschutzgesetzes vom 1. Oktober 1973 erstmals erstellt wurde und seither durch das Bayerische Landesamt für Denkmalpflege geführt wird. Die folgenden Angaben ersetzen nicht die rechtsverbindliche Auskunft der Denkmalschutzbehörde.
 Die Liste gibt den Fortschreibungsstand vom 3. Juli 2018 wieder und umfasst sechs Baudenkmäler.

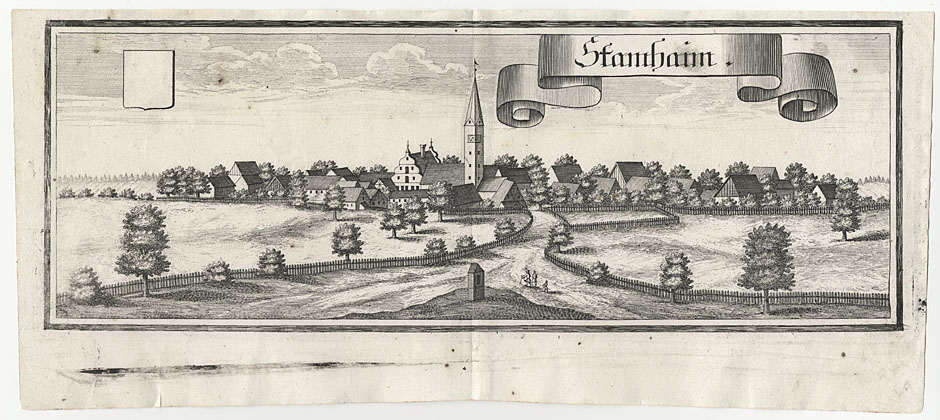
Michael Wening: Stammham

## Baudenkmäler nach Gemeindeteilen

### Stammham
| Lage                             | Objekt                              | Beschreibung | Akten-Nr.    | Bild           |
| -------------------------------- | ----------------------------------- | --- | ------------ | -------------- |
| Ingolstädter Straße 1 (Standort) | Gasthof                             | Ehemaliger Gutshof in Ecklage, zweigeschossiger Satteldachbau mit Putzgliederung, nach Süden verlängert durch einen traufseitig anschließenden, giebelständigen, zweigeschossigen Steildachbau, neobarocke Putzgliederung, im Kern um 1900, 1925 aufgestockt. | D-1-76-161-2 | BW             |
| Kirchgasse 2 (Standort)          | Katholische Pfarrkirche St. Stephan | Saalkirche mit Steildach, 1691 geweiht, barock umgebaut durch Michael Anton Prunthaller, 1737, Langhaus modern erweitert durch Josef Naumann, 1973–75; mit Ausstattung.                                                                                       | D-1-76-161-1 | weitere Bilder |

### Appertshofen
| Lage                      | Objekt                                    | Beschreibung | Akten-Nr.    | Bild           |
| ------------------------- | ----------------------------------------- | --- | ------------ | -------------- |
| Hauptstraße 26 (Standort) | Katholische Pfarrkirche Mariä Heimsuchung | Saalkirche mit flacher Decke und Hohlkehle, Chorturm mit Zwiebelhaube, Vorgängerbau, Ende 16. Jahrhundert, barock umgebaut von Michael Anton Prunthaller, 1737, barocke Anbauten, 18. Jahrhundert; mit Ausstattung. | D-1-76-161-3 | weitere Bilder |

### Westerhofen
| Lage                          | Objekt                              | Beschreibung | Akten-Nr.    | Bild           |
| ----------------------------- | ----------------------------------- | --- | ------------ | -------------- |
| Jurastraße 2 (Standort)       | Katholische Filialkirche St. Martin | Saalkirche mit Steildach, Chorturm mit Zwiebelhaube, im Kern 12. Jahrhundert, um 1700 erbaut, 1834 erweitert; mit Ausstattung.       | D-1-76-161-4 | weitere Bilder |
| Römerstraße 2 (Standort)      | Ehemaliges Hofmarkschloss           | Dreigeschossiger kubenförmiger Massivbau mit Zeltdach und hohem Kamin, Aufzugsluke, im 16. Jahrhundert erbaut, 1670 wiederaufgebaut. | D-1-76-161-5 | weitere Bilder |
| An der Straße nach Hepberg () | Kreuzstein                          | Mittelalterlich. Nicht nachqualifiziert, im Bayerischen Denkmal-Atlas nicht kartiert.                                                | D-1-76-161-6 |                |